# Љубостиње
Љубостиње је насељено мјесто у Далмацији. Припада општини Унешић у Шибенско-книнској жупанији, Република Хрватска.

## Географија
Љубостиње се налази око 10 км југозападно од Унешића.

## Историја
До територијалне реорганизације у Хрватској насеље се налазило у саставу бивше велике општине Дрниш.

## Становништво
Према попису становништва из 2011. године, насеље Љубостиње је имало 60 становника.
| Демографија | Демографија | Демографија |
| Година      | Становника  | Становника  |
| ----------- | ----------- | ----------- |
| 1961.       | 410         |             |
| 1971.       | 335         |             |
| 1981.       | 237         |             |
| 1991.       | 170         |             |
| 2001.       | 81          |             |